# Кочнево (Тверская область)
Кочнево — деревня в Кимрском районе Тверской области. Входит в состав Приволжского сельского поселения.

## География
Находится в юго-восточной части Тверской области на расстоянии приблизительно 15 км на север-северо-восток по прямой от районного центра города Кимры в правобережной части района.

## История
В 1859 году здесь (деревня Калязинского уезда Тверской губернии) было учтено 7 дворов. Ныне имеет дачный характер. Действует база отдыха Ёлкино-Перепёлкино.

## Население
Численность населения: 62 человека (1859 год), 0 в 2002 году, 1 в 2010.